# 威廉·戈特黑尔夫·罗尔曼

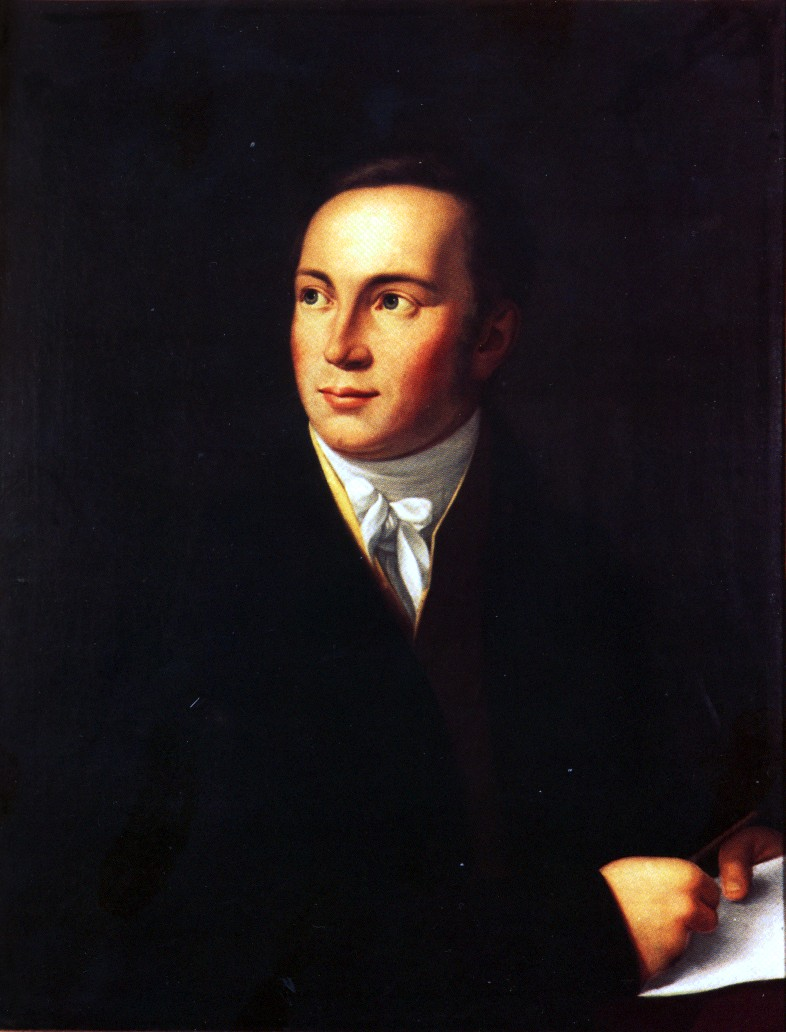
威廉·戈特黑尔夫·罗尔曼

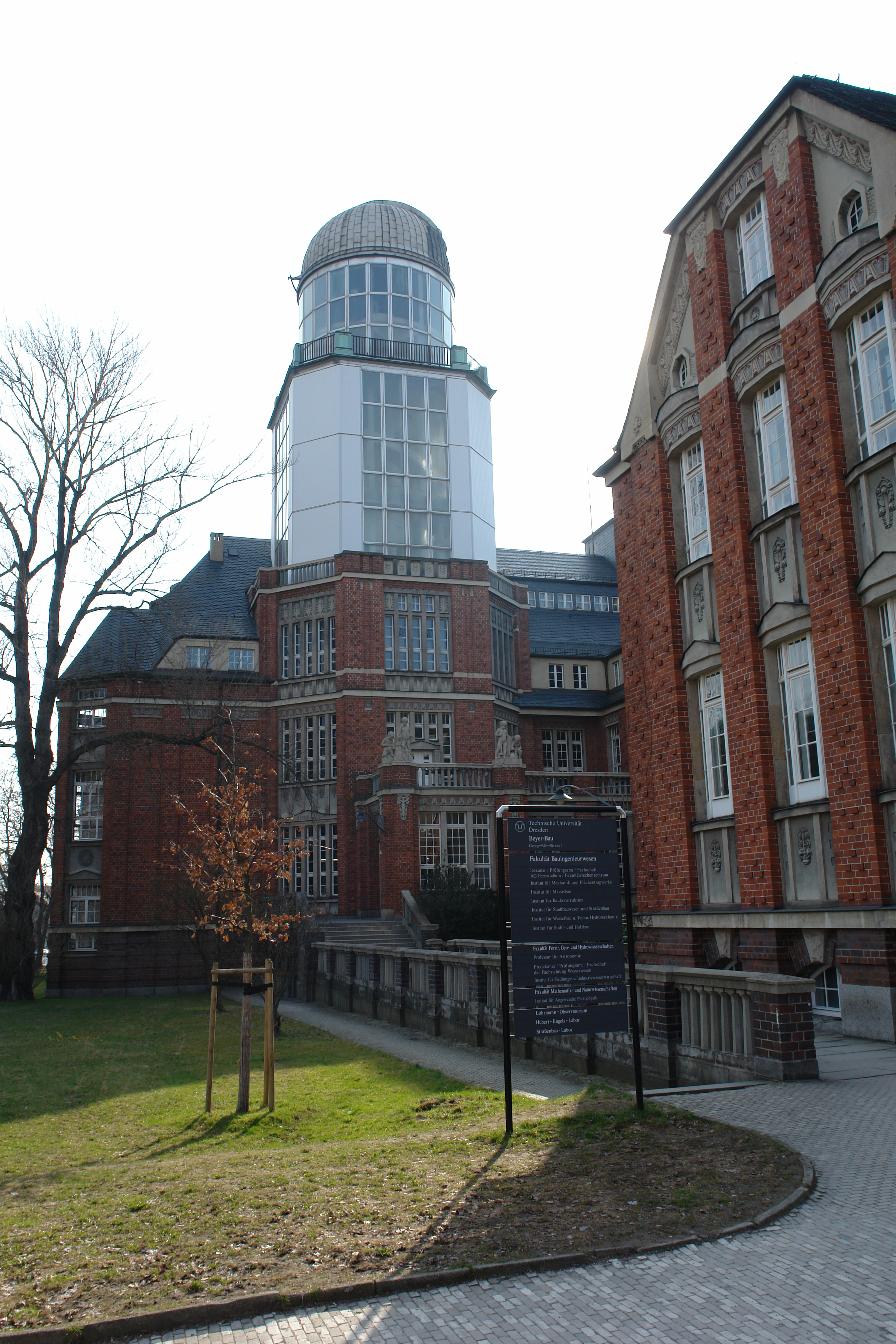
位于拜尔塔楼上的罗尔曼观测台

威廉·戈特黑尔夫·罗尔曼（德語：Wilhelm Gotthelf Lohrmann，1796年1月31日—1840年2月20日）是一位萨克森制图师、天文学家、气象学家暨科学研究赞助人。
1796年1月31日，他出生在德累斯顿，是一位砖匠的儿子。1810年就读于阿罗·施密特要塞学校（Pfeilschmidtschen Garnisonsschule），后来主修建筑学。1812年和1817年他的母亲和父亲相继去世，1819年他与第一任妻子克里斯蒂亚娜·艾米丽（Christiane Amalie）结婚，生育了6个孩子，在1827年克里斯蒂亚娜·艾米丽去世后，1828年威廉又娶了第二任妻子亨丽埃特（Henriette）。
1821年他在对月球进行观察时，萌生了制作一幅月面图（Mondkärtchen）的想法，1824年进一步发展为《月球可见表面地貌图》（Topographie der sichtbaren Mondoberfläche），现在其四个部分被作为古本保存在德累斯顿工业大学。他的这一月面图于1836完成，但生前并没有发表。1878年约翰·弗里德里希·朱利叶斯·施密特以《25幅月球图》之名修订并出版该月图的所有25个部分。1963年被再版。这些地图使用了在月球摄动时所看到的表面正射投影。
1828年5月1日他曾负责组建德累斯顿工业大学，并且是该校的第一任校长。1840年2月20日他在德累斯顿去世，享年44岁。
威廉的仪器后来被约翰·弗里德里希·朱利叶斯·施密特用于观察太阳和太阳黑子。小行星4680 罗尔曼以及月球上的罗尔曼陨石坑就是以他的名字命名的。